# 摩洛哥鱷屬
摩洛哥鳄（学名：Maroccosuchus），是一种已灭绝的长吻鳄，早始新世的森氏摩洛哥鳄（m zennaroi），有较宽阔的颌骨，它的上颞窝相对眶部要较小，森氏摩洛哥鳄的体长可达23尺（7米），从颌骨来看，森氏摩洛哥鳄可能会捕食较大的猎物，而不像现存的马来鳄专门以鱼类为食。
根据大量保存完好的标本，详细描述了Oulad Abdoun盆地（摩洛哥）Ypresian的摩洛哥鳄 （zennaroi Jonet&Wouters，1977年）。
系统发育分析包括64个组内分类群和238个特征，表明前纳罗霉是最基本的托米斯特明（Tomistomines）。这一分支由10个明确的突触形态支持，而只有两个（两者都与鼻部形状有关，并且在加维类中观察到）支持斯宾塞肯蒂修斯（Kentisuchus spenceri）和后来的托米斯特明之间更密切的关系。zennaroi支原体中没有它们可以反映其介于基底鳄形类和长喙托米斯特明之间的中间形态。这清楚地表明了早始新世，并且托米斯特明出现的年龄不早于晚古新世，通过分子分析质疑了为加维亚利斯-托米斯特马分歧提出的晚始新世、渐新世和中新世年龄。考虑到这一分析，对托米斯特明的生物地理学历史进行了评估。这段历史始于下始新世或最新古新世期间的西特提斯，之后是M.zennaroi，随后是几个西欧的托米斯特明。特提斯群岛成为传播到北美、非洲和亚洲的中心。系统发育分析还表明，至少有两种独立的物种从特提斯地区向亚洲扩散，一种情况下，现存的史氏Tomistoma schlegelii与欧洲中新世物种的关系更为密切，另一种情况则是Toyotamaphimeya machikanense和Penghusuchus pani与北美的Thecachampsa更为密切。然而，少部分渐新世和晚始新世遗骸无法确定分歧和扩散路线的明确日期。